# Кішська цивілізація
Кішська цивілізація  — термін (та одночасно теорія) на позначення культурного та політичного союзу, що виник в Месопотамії та Леванті, запропонований американським мовознавцем Ігнасом Гельбом. Назва утворена від шумерського міста Кіш, яке Гельб вважав центром нової культури. В сучасній ассирології теорія не отримала достатньої підтримки та вважається надто загальною.

## Передумови
Наприкінці IV ст. до н. е., значна частина східносемітське населення мігрувала з території сучасного Леванту до Месопотамії. Основною причиною міграції став пошук орних земель і ресурсів у Месопотамії, які б забезпечили сільськогосподарський потенціал у періоди кліматичних змін, що погіршували врожаї у Леванті. Ба більше, широка торгівельна мережа та загальна урбанізація, приваблювали шукачів кращої долі. Новоприбулі племена, яких зазвичай називають прото-аккадськими, сформували свою власну цивілізацію на рівнині, недалеко від шумерських поселень.
Вважається, що так звана «Кішська цивілізація» посприяла занепаду Культури Урук та стала передвісником аккадського панування у Межиріччі.

## Загальна характеристика
«Кішську цивілізацію» важко назвати саме цивілізацією у її широкому значенні, це радше політичний та культурний союз зі спільною мовою, культурою та писемністю, що простягався від Вавилонії до західної Сирії. Члени союзу мали широку дипломатичну мережу, обмінювалися дарами та підтримували один одного під час військових конфліктів.

### Мова та писемність

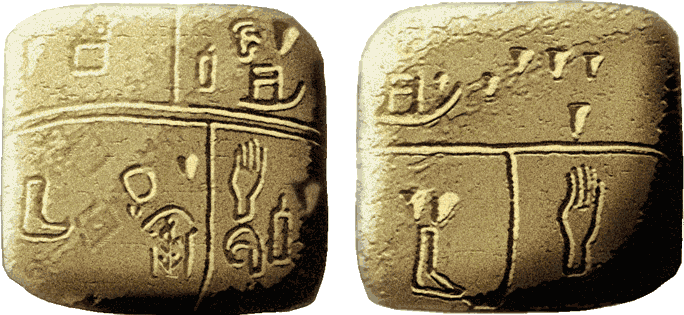
Вапнякова табличка з вигравіруваним піктографічним письмом з міста Кіш (сучасний Ірак), датована 3500 роком до н. е. Ймовірно, це найдавніше відоме свідчення писемності. Відділ старожитностей Ешмолівського музею, Оксфорд (Великобританія).

Головною ознакою нової культури була писемність, яка відрізнялася від шумерської традиції. Гельб виділив певну низку схожих особливостей в орфографії та використанні нешумерських логограм, розповсюджених у містах Ебла, Кіш, Марі та Абу-Салабіх, тож він припустив, що між ними існував значний культурний обмін. Наприклад, він виокремив наступні властивості: подібності у літературній традиції, використання однакових назв місяців, літочислення за роками правління царів, використання дисяткової системи числення та схожі міри довжини.
Перші імена семітського походження зустрічаються саме з джерел міста Кіш, де вони домінували, проте схоже походження мали й імена з інших міст, особливо це стосувалося міста Марі, яке, можна сказати, знаходилося на фронтирі семітського переселння.

### Архітектура та мистецтво
|                                                         |
| Руїни храму богині Іштар навпроти зикурату в місті Кіш. |

|                                                                               |
| Фрагменти гончарних виробів, нелегальні розкопки міста Кіш, тель Аль-Ухаймір. |

|                                                    |
| Тель на місті старовинного міста Кіш, Месопотамія. |

|                                                        |
| Руїни навпроти зикурату в місті Кіш, тель Аль-Ухаймір. |

|                                                        |
| Руїни навпроти зикурату в місті Кіш, тель Аль-Ухаймір. |

|                                                        |
| Руїни навпроти зикурату в місті Кіш, тель Аль-Ухаймір. |

|                                                        |
| Руїни навпроти зикурату в місті Кіш, тель Аль-Ухаймір. |

Уже на початку III ст. до н. е. гончарні вироби, які були знайдені під час розкопок, відрізняються від знайдених біля міста Ур та на півночі Межеріччя. Тому їх радше відносять до «північно-західної гончарної зони», що також підтверджує значний семітський вплив.
Щодо архітектури, то деякі елементи, характерні вже для аккадського періоду, починають з'являтися у місті Марі й стосуються будівництва кладовищ.

## Занепад
«Кішська цивілізація» припинила своє існування із започаткуванням Саргонської імперії, коли на території Межиріччя з'явилося перше стабільне політичне утворення. Через домінування аккадської культури, «Кішська цивілізація» припинила бути чимось окремим й стало частиною новостворенної імперії.

## Критика теорії
Хуан Пабло Віта «Історія аккадської мови» (2021 рік)
Ігнас Гельб, хто і запропонував сам термін, працював із джерелами третього етапу Ранньодинастичного періоду та додав до них дані зі списку царів Шумеру та Аккаду, який не вважається історично достовірним, особливо якщо розглядати передсаргонський період історії Межиріччя. Отож, через брак достовірних джерел та нові дослідження в асирології, сучасні науковці із засторогою ставляться до «кішської цивілізації» Гельба.